# Юиг, Пьер
Пьер Юиг (фр. Pierre Huyghe; род. 11 сентября 1962, Париж) — современный французский художник.

## Биография
Получил образование в Национальной высшей школе декоративных искусств (1982-85). Живёт и работает в Париже и Нью-Йорке.

## Творчество
В 2001 году Пьер Юиг представлял Францию на Венецианской биеннале и получил специальный приз «за умение исследовать восприятие зрителя в области проекции видео- и цифровых технологий в целом, сталкивая зрителя с темами продолжительности, соучастия и движения в пространстве». Его интерактивная инсталляция занимала весь павильон и пользовалась большим успехом у публики. Обладатель Hugo Boss Prise-2002 «за достижения в современном искусстве». Пьер Юиг изучает пространство реальности и вымышленного, создавая область для интерпретации, репрезентации и трансформации. Его творческие работы включают фильмы, объекты, постановочные события (такие, например, как праздники, кукольные спектакли), в которых он изучает конструирование и трансляцию опыта. Хотя финальная работа часто принимает форму проекции, интерес Юига лежит в первую очередь в создании самих ситуаций.

## Награды
- 2005: Art Awards 2005 Beaux-Arts Magazine
- 2002: Hugo Boss Prize, 2002
- 2001: Special Award, Jury of the Venice Biennial
- 1999—2000: DAAD, Artist in residency, Berlin

## Персональные выставки
- 2006 «Celebration Park», Tate Modern, Лондон
- 2005 Streamside Day, Moderna Museet, Стокгольм
- 2005 Voyage dans les Alpes, for Magasin’s Website by Claude Closky, Magasin, Centre National d’Art Contemporain, Гренобль
- 2005 Streamside Day, Irish Museum of Modern Art, Дублин
- 2004 Working Title, (Huyghe + Corbusier: The Carpenter Center Project), Carpenter Center, Harvard University, Cambridge,Massachusetts
- 2004 Streamside Day, Galerie Marian Goodman, Париж
- 2004 Castello di Rivoli Museo d’Arte Contemporanea, Rivoli-Torino
- 2004 The Third Memory, One Million Kingdoms, Les Grandes Ensembles, Modern Art Museum of Fort Worth, Техас
- 2003 Streamside Day Follies, Dia Center for the Arts, Нью-Йорк
- 2003 Streamside Day Celebration, in conjunction with Dia Center for the Arts, Fishkill, Нью-Йорк
- 2003 The Third Memory, University of Virginia Art Museum, Charlottesville, Вирджиния
- 2003 Les Grandes Ensembles, Prix Hugo Boss 2002 Exhibition, Музей Гуггенхайма, Нью-Йорк
- 2002 A Smile without A Cat: A Celebration of Annlee’s Vanishing, в сотрудничестве с Pareno, Арт-Базель, Майями, Флорида
- 2002 "L’expedition scintillante: A musical, Кунстхаус Брегенц, Брегенц, Австрия
- 2001 Le Château de Turing, французский павильон, Венецианская Биеннале, Венеция
- 2001 Interludes, Stedelijk Van Abbemuseum, Эйндховен
- 2001 Even More Real Than You, Marian Goodman Gallery, Нью-Йорк
- 2000 Tramway, Глазго
- 2000 Musée d’Art Contemporain, Монреаль
- 2000 Kunstverein Hamburg, Гамбург
- 2000 Galerie Shipper & Krome, Берлин
- 2000 The Third Memory, Musée National d’Art Moderne, Центр Жоржа Помпиду, Париж
- 2000 Two Minutes Out of Time, Galerie Marian Goodman, Париж
- 2000 Museum of Contemporary Art, Чикаго
- 2000 The Third Memory, Renaissance Society, Чикаго
- 2000 Kunsthalle Zürich, Цюрих
- 1999 Museu de arte Contemporânea de Serralves, Порту
- 1999 Some Negociations, Kunstverein München, Мюнхен
- 1999 Santa Monica Museum of Art, Санта Моника
- 1999 L’ellipse, Index, the Swedish Contemporary Art Foundation, Стокгольм
- 1999 Motion Study, a choreography, INOVA, Institute of Visual Arts, Милуоки
- 1999 Le procès du temps libre, Wiener Secession, Вена
- 1999 Aarhus Kunstmuseum, Орхус
- 1998 ARC, Musée d’Art Moderne de la Ville de Paris, Париж
- 1997 Storystellers, Le Consortium, Дижон
- 1996 Extended Holidays, FRAC Centre, Collège Marcel Duchamp, Шатору
- 1996 Dubbing, Galerie Roger Pailhas, Париж
- 1996 Daily, Forde, L’usine, Женева
- 1995 Casting, Galleria Fac-Simile, Милан
- 1995 L’usage de l’interprète, FRAC Languedoc Roussillon, Монпелье

## Работы
- A Forest of Lines (недоступная ссылка), 2008, Инсталляция для Биеннале в Сиднее, Сидней
- Pierre Huyghe «Celebration Park», 2006. Видео о выставке.
- «A Journey That Wasn’t», PBS, 2005, фильм, 21 минута 41 секунда
- «This Is Not a Time for Dreaming», 2004, кукольный спектакль, фильм, 24 минуты
- «Streamside Day», 2003, фильм и видео, 26 минут
- «L’expedition scintillante, Act 2», 2002
- «A Smile Without a Cat», 2002. Фейерверк, Майами-Бич, Флорида.
- «Les Grands Ensembles», 2001 (видео, 7,5 минут)
- One Million Kingdoms, 2001 (видео, 7 минут). Эпизод из серии анимационных фильмов, в которых японский персонаж манги, девушка AnnLee, помещена в различные ситуации. В данном видео она помещена в лунный ландшафт, на котором горы, кратеры и гребни и возникают и исчезают в соответствии с интонациями голоса, звучащего за кадром. Голос оцифрован из записи Нейла Армстронга. История первой высадки на Луне в 1969 переплетена с фрагментами романа Жюля Верна «Путешествие к центру Земли» 1864 г.
- «Two Minutes out of Time», 2000 (видео, 4 минуты)
- «Atari Light», 1999 (интерактивная инсталляция)
- The Third Memory, 1999. Это двухканальное видео впервые было показано в Центре Жоржа Помпиду в Париже. В качестве отправной точки используется фильм Сидни Люмета 1975 г. «Собачий полдень» (Dog Day Afternoon) с Аль Пачино в роли грабителя банка Джона Войтовича. Видео Юига реконструирует фильм, позволяя Войтовичу самому рассказать историю ограбления. Юиг помещает рядом воспоминания Войтовича и фрагменты из фильма, демонстрируя, что память Войтовича изменена фильмом о его жизни.
- «No Ghost Just a Shell» (в сотрудничестве с Philippe Parreno), 1999—2003
- «Timekeeper», 1999
- «Blanche Neige Lucie», 1997 (фильм)
- «Rue Longvic», 1994/1999
- «Chantier Barbs Rochechouart», 1994/1996
- «Remake» видео, 100 минут, 1994-95
- «La Toison d’or», 1993/1999, событие